# Novopetrivske, Pokrovske
Novopetrivske (în ucraineană Новопетрівське) este un sat în comuna Berezove din raionul Pokrovske, regiunea Dnipropetrovsk, Ucraina.

## Demografie
Componența lingvistică a localității Novopetrivske
     Ucraineană (90,51%)
     Rusă (4,43%)
     Română (3,8%)
     Alte limbi (0,63%)
Conform recensământului din 2001, majoritatea populației localității Novopetrivske era vorbitoare de ucraineană (90,51%), existând în minoritate și vorbitori de rusă (4,43%) și română (3,8%).